# Enconista
Enconista is een geslacht van vlinders van de familie spanners (Geometridae), uit de onderfamilie Ennominae.

## Soorten
- E. exustaria Staudinger, 1901
- E. miniosaria Duponchel, 1829
- E. tengistanica Brandt, 1938
- E. tennoa Pinker, 1978